# Ōta (Klan)

Wappen der Ōta
(Ōta-Ballonblume)

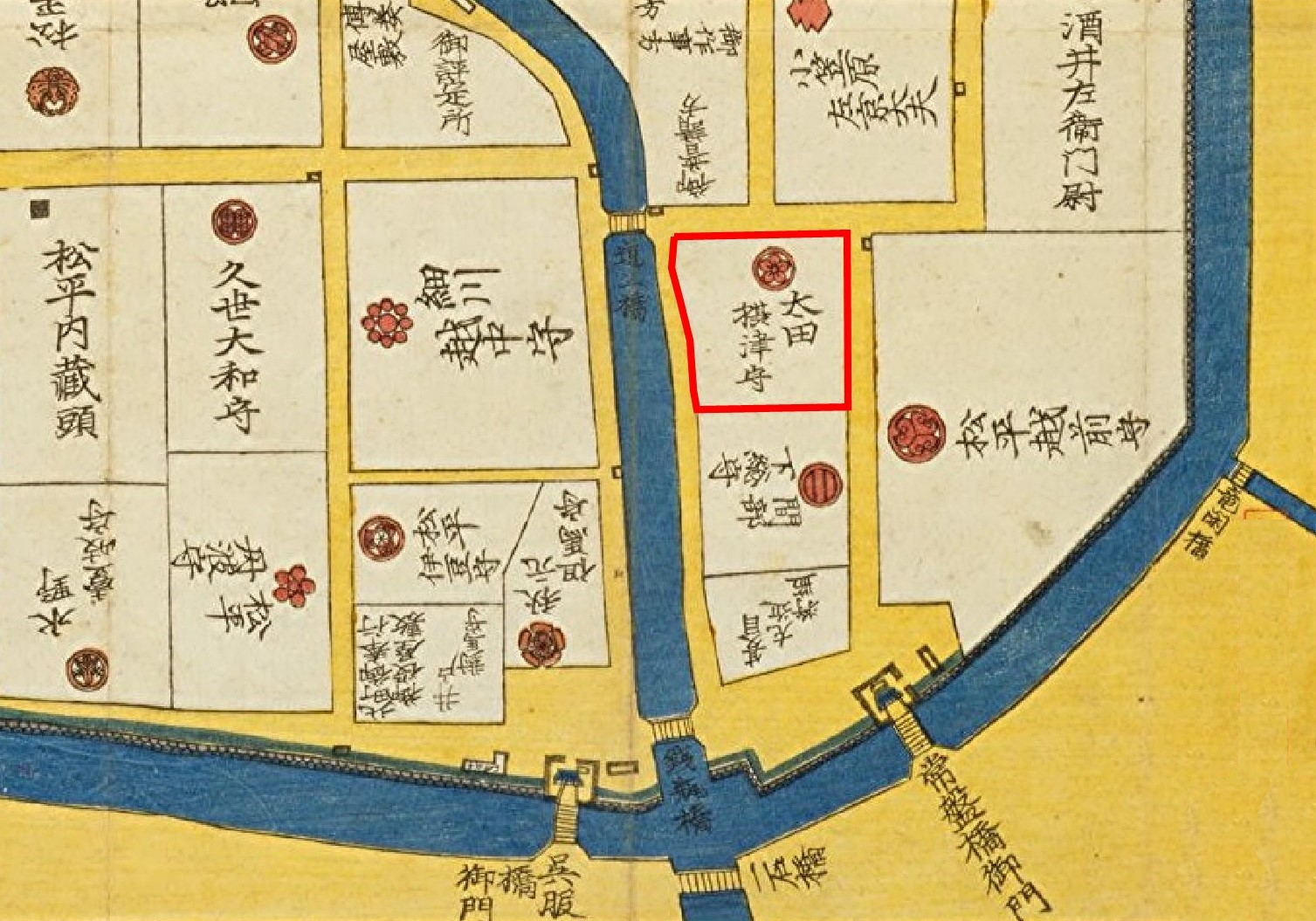
Ōta-Residenz in Edo

Die Ōta (japanisch 太田氏, Ōta-shi)  waren eine Familie des japanischen Schwertadels (Buke), die sich von Minamoto no Yorimasa (Seiwa-Genji) ableitete. Mit einem Einkommen von 53.000 Koku gehörten die zuletzt in Kakegawa (Präfektur Shizuoka) residierenden Ōta zu den größeren Fudai-Daimyō der Edo-Zeit.

## Genealogie
- Sukekuni (資國), Nachkomme Yorimasas in der fünften Generation, ließ sich in Ōta (Tamba) nieder und nannte sich danach.
- Sukekiyo (資清; 1411–1493) diente Uesugi (Ōgigayatsu) Mochitomo und wurde Minister (執事, shitsuji). Nach Niederlagen gegen Ashikaga Shigeuji 1451 und 1454 schor er sein Haupt und nannte sich Dōshin.
- Sukenaga (資長; 1432–1486), Sukekiyos ältester Sohn, folgte seinem Vater 1455. Im folgenden Jahr baute er eine Burg in Edo, schor 1458 sein Haupt und nannte sich Dōkan. 1464 begab er sich nach Kyoto und wurde vom Go-Tsuchimikado und dem Shogun Ashikaga Yoshimasa empfangen. Zu dieser Zeit plante Nagao Kageharu einen Aufstand gegen seinen Herren, Uesugi Akisada. Dōkan versuchte ihn vergeblich, davon abzubringen und informierte Akisada, so dass Kageharu besiegt wurde. Als ein Krieg ausbrach zwischen den Yamanouchi- und Ōgigayatsu-Zweigen der Uesugi, schloss sich Dōkan ersteren an. Daraufhin veranlasste Sadamasa, Chef des zweiten Zweiges, seine Ermordung.
- Sukekata (資高; 1498–1547), Dōkans Enkel, diente Hōjō Ujitsuna und erhielt die Burg Iwabuchi[Anm. 1] (Musashi).
- Yasusuke (康資; 1531–1581), Suketakas zweiter Sohn, diente Hōjō Ujiyasu. Er besiegte den Fürsten von Oda (Hitachi), der gegen die Hōjō revoltiert hatte. 1563 versuchte er selbst, unabhängig zu werden und versuchte mit der Hilfe von Satomi Yoshihiro, die Burg Edo in seinen Besitz zu bekommen, wurde aber von Ujiyasu bei Kōnodai (Shimousa) geschlagen. Eine Tochter Yasusukes wurde mit Tokugawa Ieyasu verheiratet.
- Sukemune (資宗; 1600–1680), Yasusukes Enkel, erhielt 1638 Nishio (Mikawa) und dann 1645 Hamamatsu (Tōtōmi) mit 35.000 Koku. Seine Nachkommen residierten 1687 bis 1703 in Tanaka[Anm. 2] (Suruga), bis 1728 in Tanagura (Mutsu), bis 1746 in Tatebayashi (Kōzuke) und schließlich bis 1868 in Kakegawa (Tōtōmi) mit 53.000 Koku. Nach 1868 Vizegraf.